# Gloria Sklerov
Gloria Sklerov is een Amerikaans songwriter. Bekende artiesten in binnen- en buitenland brachten honderden van haar composities uit op een plaat, van wie er zeven een nummer 1-hit mee hadden. Voor haar muziek voor televisieseries en films won ze twee Emmy Awards. Ook produceert en arrangeert ze muziek.

## Biografie
Na haar studie aan het Brooklyn College in New York, werd ze huisvrouw en zat ze thuis met haar twee kleine kinderen, terwijl haar man rechten studeerde. Ze besloot haar lege leven meer inhoud te geven en begon met het schrijven van muziek onder begeleiding van haar gitaar.
Vervolgens ging ze naar de Universiteit van Californië - Los Angeles (UCLA) voor een cursus in het schrijven van liedjes. Hierna volgde ze dezelfde cursus nog tweemaal. Ze zat hier in de klas bij Harry Lloyd met wie ze in de jaren zeventig samen vaak muziek schreef. Onder de indruk van haar werk, bracht haar leraar haar in contact met mensen uit de muziekindustrie, onder wie Snuff Garrett die haar aan het begin van de jaren zeventig in dienst nam als muziekschrijfster.
Bij Garrett Music schreef ze muziek voor artiesten waarvoor Garrett produceerde. Later werkte ze nog voor Interworld Music, Arista Music en als onafhankelijk songwriter. Artiesten die haar muziek op de plaat zetten, zijn onder meer Cher, Kenny Rogers, Frank Sinatra, Frankie Laine, Peggy Lee, Vikki Carr, Anne Murray, Rita Coolidge, The Carpenters, Dusty Springfield, Dionne Warwick, Nana Mouskouri en The Cats.
Het lied House for sale dat Sklerov samen met Lloyd schreef, nam Peter Schoonhoven van EMI Music in 1973 mee naar Nederland, waarna het een hit werd in de versie van Lucifer onder leiding van Margriet Eshuijs. Dit lied werd erna nog gecoverd door Grant & Forsyth en door Ricky Koole. Een andere hit van Sklerov en Lloyd in Nederland was Hollywood Seven van Alides Hidding, een cover van het origineel van Jon English.
In 1991 ontving ze voor het eerst een nominatie voor een Emmy Award, met het lied If this isn't love dat ze samen met Steve Dorff schreef voor de televisieserie As the world turns. De Emmy ging uiteindelijk naar Andy Gundell, op wie ze daarna afstapte en vroeg om met haar samen te werken. Uit deze samenwerking ontstond onder meer I never believed in love voor de serie Another world waarmee ze in 1995 haar eerste Emmy won. In 1997 werd ze voor de vijfde maal genomineerd voor een Emmy, die ze samen met Stan Bush won voor Until I was loved by you uit de televisieserie Guiding light. Zeven composities kwamen internationaal op nummer 1 te staan. Verder won ze nog enkele prijzen van BMI en ASCAP voor meer dan een miljoen airplays voor een lied.
In de jaren negentig gaf ze de cursus songwriting aan de UCLA, dat ze vijftien jaar eerder zelf driemaal volgde. In 1999 richtte ze Wedding Music Central op met Barbara Rothstein, waarmee ze zich sindsdien richt op het schrijven van themamuziek, met name gericht op trouwerijen.